# Catarata Velo de la Novia
La Catarata Velo de la Novia es una salto de agua que se sitúa en la Provincia de Chanchamayo, perteneciente al Departamento de Junín, en el Perú.
La catarata está formada por un salto de aproximadamente 55 m de altura y 30 m de anchura en la base.